# Sertularia argentea
Sertularia argentea är en nässeldjursart som beskrevs av Carl von Linné 1758. Sertularia argentea ingår i släktet Sertularia och familjen Sertulariidae. Det är osäkert om arten förekommer i Sverige. Inga underarter finns listade i Catalogue of Life.